# Birman (langue)
Pour les articles homonymes, voir Birman.
Cette page contient des caractères d'alphasyllabaires indiens. En cas de problème, consultez Aide:Unicode.
Le birman (မြန်မာဘာသာစကား /mjàNmàzə/ en langue formelle ; မြန်မာစကား /bəmàzəgà/ en langue informelle) appartient à la famille tibéto-birmane. Il est la langue officielle de la Birmanie (république de l'union du Myanmar), où il est parlé comme langue maternelle par environ 42 millions de personnes (sur 55,7 millions d'habitants). Il trouve son origine dans les parlers de la dépression centrale du pays, se distinguant plus ou moins d'autres dialectes birmans comme le rakhine de la province d'Arakan qui en est très proche ou l'intha du lac Inle qui s'en distingue un peu plus. Le Birman étant langue obligatoire de l’enseignement, quelque 10 millions de personnes le parlent en seconde langue.

## Carte linguistique de la Birmanie

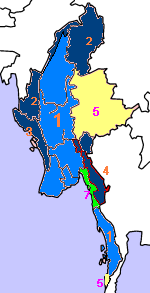
Familles de langues en Birmanie

Le birman est la langue officielle de la Birmanie, pratiquement la seule enseignée, ainsi que la langue maternelle de la majorité des habitants natifs de la dépression centrale traversée du Nord au Sud par l'Irrawaddy ainsi que du delta et de la chaîne Tenasserim à l'extrême Sud.
Cette carte ne peut rendre compte de la multiplicité des langues parlées dans le pays, mais situe les trois grandes familles auxquelles elles appartiennent pour la plupart et distingue l'aire birmanophone des autres langues tibéto-birmanes.
- 1 = Birman
- 2 = Autres langues tibéto-birmanes
- 3 = Arakanais
- 4 = Langues karens
  - 5 = Shan et thaï du sud
  - 7 = Môn

On voit donc que la Birmanie est relativement homogène du point de vue génétique, même si de nombreuses langues sont en présence.

## Caractéristiques générales
Le birman est une langue isolante, mais aussi une langue agglutinante où chaque mot est formé le plus souvent d'une seule ou de deux syllabes, mais à laquelle s'adjoignent des particules et des suffixes qui en masquent le caractère monosyllabique. La morphologie ancienne n'est plus détectable que dans le lexique, où l'on trouve des paires de verbes dérivés de la même racine par des préfixes aujourd'hui disparus, comme kway3 « être cassé » et khway3 « casser » (transitif).
Le birman est également une langue tonale qui possède trois tons — haut, bas et descendant — pouvant affecter chacune des sept voyelles fondamentales. Le birman comprend trente-trois consonnes et sept voyelles, celles-ci pouvant être nasalisées.
Comme d'autres langues, le birman présente de grandes différences de registres (formels ou informels). Les différences peuvent porter sur le vocabulaire, mais aussi sur des marqueurs grammaticaux.

## Écriture

### Historique
Le birman s'écrit depuis le XIe siècle au moyen d'un alphasyllabaire s'inspirant de l'alphabet môn, lui-même dérivé du grantha, en usage dès le Ve siècle av. J.-C. en Inde du Sud pour écrire une forme du pâli, langue par laquelle s'est diffusé le bouddhisme theravāda dans le Sud de l'Inde, au Sri Lanka et en Birmanie. Les Môns, venus de l'Est, furent les premiers occupants historiques du Sud de la Birmanie (Ve siècle av. J.-C.).
La plus ancienne inscription birmane actuellement connue date du XIIe siècle. Un pilier du stupa Mya Zedi à Bagan constitue une sorte de « pierre de Rosette » des anciennes langues de la région, puisque chacun de ses côtés présente le même texte écrit en pâli, môn, birman et pyu (langue pré-birmane) ,.

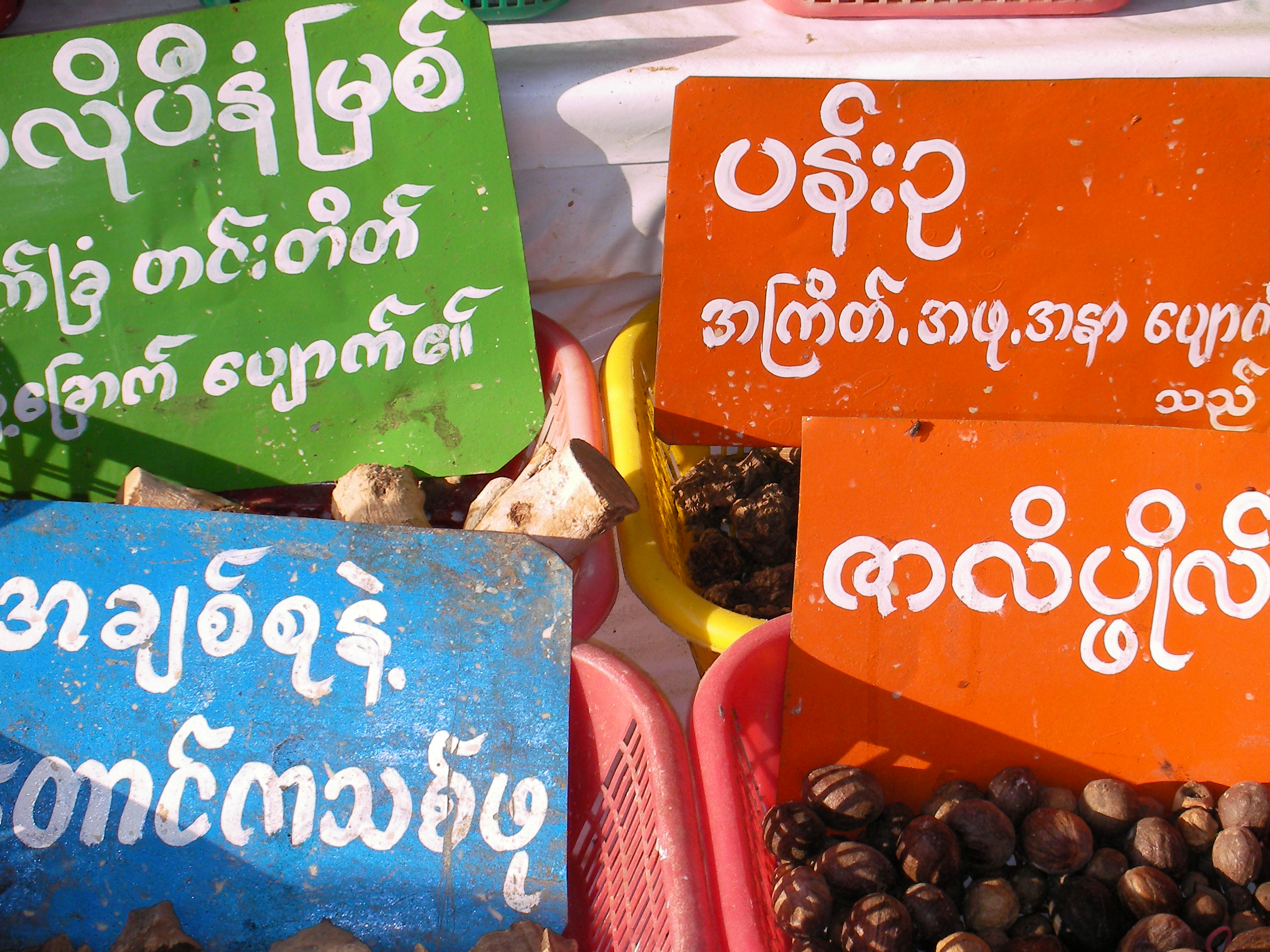
Plantes médicinales en vente vers Kyaiktiyo Paya

La forme ronde de ses lettres qu'on retrouve dans d'autres alphabets indiens comme ceux du cingalais ou de l'oriya s'expliquerait par la fragilité du support d'écriture utilisé à l'origine, les feuilles d'arbre, qui auraient été déchirées par les formes anguleuses du brāhmi, ancêtre de tous les alphabets de l'Inde.

### Description
Le birman s'écrit de gauche à droite sans séparer le plus souvent les mots. Deux signes de ponctuation, une barre ou deux barres, correspondent aux virgules et aux points.
C'est une écriture complexe :
- Comme dans les alphabets de l'Inde, une lettre employée seule correspond à la syllabe : /Consonne + a'/ (/a/ en premier ton, voir plus bas), des signes représentant les autres voyelles et les tons s'adjoignent aux consonnes, des symboles, les ligatures, combinent certaines consonnes. Il y a 33 consonnes simples.
- Certaines consonnes font par ailleurs double emploi, utilisées surtout dans la transcription des mots pālis. Par exemple :
- Les signes adjoints à une lettre (au-dessus, au-dessous, à droite, à gauche) indiquent l'un des deux autres tons ainsi que les voyelles autres que le /a'/. Il y en a 20 pour les syllabes ouvertes et 32 pour les syllabes fermées (voir plus bas). Par exemple :
- L'existence de consonnes pouvant se lier ensemble entraîne des graphies particulières appelées ligatures pour noter par exemple les sons /mw(a)/ ou /hmw(a)/ :
- Certains signes servent à abréger des syllabes.

## Tons
| Nom                     | Symbole (avec ma) | Description                                                                                  |
| ----------------------- | ----------------- | -------------------------------------------------------------------------------------------- |
| Ton 1 - Haut            | ma' မ             | Voix tendue se maintenant au même niveau élevé; durée brève                                  |
| Ton 2 - Bas             | ma မာ              | Voix détendue, se maintenant au même bas niveau un certain temps sans s'élever ni s'abaisser |
| Ton 3 - Haut-descendant | 'ma မား             | Voix commençant à un niveau élevé et s'abaissant régulièrement pendant un certain temps      |

Le ton détermine la hauteur mélodique de la voyelle de la syllabe.
Elle peut être le seul trait permettant de distinguer deux mots: /sa'/ (ton 1) signifie « commencer », /sa/ (ton 2) signifie « lettre » et /'sa/ (ton 3) « manger ». Écoutez la même voyelle /a/ aux trois tons . De même, la même syllabe /myiN/  peut signifier : 
- « grand, haut » si elle est prononcée avec le ton haut,
- « voir » au ton bas, et
- « cheval » au ton haut descendant.

## Phonétique

### Consonnes
|                          | Bilabiales | Dentales | Alvéolaires | Postalvéolaires et palatales | Vélaires et labiovélaires | Glottales |  |
| ------------------------ | ---------- | -------- | ----------- | ---------------------------- | ------------------------- | --------- |  |
| Occlusives et Affriquées | pʰ p b     | tʰ t d   | tʰ t d      | tʃʰ tʃ dʒ                    | kʰ k g                    | ʔ         |  |
| Nasales                  | m̥ m        | n̥ n      | n̥ n         | ɲ̥ ɲ                          | ð ŋ                       |           |  |
| Fricatives               |            | θ (ð)    | sʰ s z      | ʃ                            |                           | h         |  |
| Semi-consonnes           |            | (r)      | (r)         | j                            | (ʍ) w                     |           |  |
| Latérales                |            | l̥ l      | l̥ l         |                              |                           |           |  |

Remarques :
- Le [r] a pratiquement disparu et se prononce [j] (comme dans [ya]).
- Il existe une série de sourdes aspirées (consonne + aspiration) : [pʰ] (pha).

### Voyelles
|         | Monophtongues   | Diphtongues |          |
| ------- | --------------- | ----------- | -------- |
| Orales  | i u e ɔ o ə ɛ a | ai ei ao    | ai ei ao |
| Nasales | ĩ ũ õ ã         | aĩ eĩ aõ    | aĩ eĩ aõ |

Dans cet article toute nasalisation est notée : -N.

### Syllabesetsandhi
Il existe deux types de syllabes, les syllabes ouvertes et les syllabes fermées :
1. Les syllabes ouvertes sont formées par une consonne suivie d'une voyelle orale.
2. Les syllabes fermées sont formées par une consonne suivie ou bien d'une voyelle nasale ou bien d'une voyelle + un arrêt glottal (« coup de glotte » noté [ʔ]).

Le sandhi (liaison entre syllabes) a pour effet de modifier la prononciation de la deuxième syllabe :

1. - L'initiale d'une syllabe suivant une syllabe ouverte ou fermée par une nasale est sonore.
2. - L'initiale d'une syllabe suivant une syllabe fermée par un arrêt glottal est sourde, sauf si l'initiale de la 2e syllabe est à la fois aspirée et au ton 1 ou 3.

Par exemple, le choix de la sonorité de la marque de politesse ba / pa dépend de la syllabe qui précède :
- tchi'-ba  ရှိပါ (« Regarde, s'il te plaît »)
- yaʔ- pa ရပ်ပါ (« Arrête-toi, s'il te plaît »)

Les transcriptions qui suivent tiennent compte de cette règle phonétique.

## Transcription et prononciation
Il n'existe pas de romanisation officielle du birman et sa transcription soulève quelques difficultés. Les noms propres dans les ouvrages historiques, les guides, les cartes géographiques, etc. recourent le plus souvent à la transcription anglophone.
Pour lire le birman dans son écriture comme en transcription, il est nécessaire de délimiter chaque syllabe, un mot étant composé le plus souvent d'une ou de deux syllabes. On distingue deux types de syllabes :
- Syllabe ouverte : consonne + voyelle
- Syllabe fermée : consonne + voyelle + arrêt glottal ou nasale

Les tableaux suivants indiquent les transcriptions courantes des phonèmes birmans.
« La transcription phonétique (entre crochets) adoptée dans cet article, qui est celle de M.H. Cardinaud et Yin Yin Mint dans leur méthode Parlons birman, correspond à la prononciation du français autant qu'il est possible (par exemple, les a, e, é, è, ou, ch, tch doivent se prononcer comme en français). »
Consonnes
Les consonnes écrites et prononcées comme en français ne sont pas indiquées dans le tableau.
| A.P.I.                      | Transcription anglaise usuelle                        | Transcription française   | Valeur | Exemples de transcription usuelle française                             |
| --------------------------- | ----------------------------------------------------- | ------------------------- | --- | ----------------------------------------------------------------------- |
| w ဝ                         | w-                                                    | w-                        | W anglais de What | Shwedagon                                                               |
| h ဟ                         | h-                                                    | h-                        | H aspiré anglais | Heho                                                                    |
| θ (ð)သ (ဿ)                  | th-                                                   | ç- ou θ- (ð-)             | Proche du TH anglais de THe ou THing (Entendre : 5e lettre                                                                                                  | Thaton                                                                  |
| ရှ ʃ                         | sh-                                                   | ch-                       | CH de CHose | shwe (« l'or »)                                                         |
| ŋ င                         | ng-                                                   | ng-                       | NG de parkiNG (Entendre [k] :) | Nga Htagyi ([Nga thaʔdji])                                              |
| ɲ ည                         | ny-                                                   | gn-                       | GN de campaGNe | gni (« frère cadet »)                                                   |
| dʒ ဂျ                        | gy-                                                   | dji-                      | Entendre [ja'] : | longgyi (« pagne birman »)                                              |
| tʃ ကျ                        | ky-                                                   | tchi-                     | Proche du tch de Tchad. Entendre [ca'] : | kyat (« monnaie du Myanmar ») ([tchiaʔ'])                               |
| kʰ, ခ pʰ, ဖ sʰ tʰ tʃʰ ရှ သ ကျ | (h)k-, (h)p-) (h)s-, (h)t-, ch-                       | kh-, ph- sh-, th-, tchh-  | Consonnes aspirées comme King en anglais. Entendre : non-asp. 1re colonne ; asp.2e                                                                          | (h)pongyi (« moine ») (h)tan (« palmier à sucre »)                      |
| mʰ, nʰ,ðʰ ɲ̥ ,l̥ နှ၊လှ          | (h)m-, (h)n-), (h)ng-, (h)ny-, (h)l-                  | mh-, nh- ngh-, gnh-, lh-  | Les nasales sourdes sont réalisées en français dans isthMe, pNeu, pLi (Entendre :)                                                                          | hniq (« deux »)                                                         |
| ʔ                           | En début de syllabe : rien en finale : -k, -p, -q, -t | ʔ quand elle est indiquée | Indiquent un arrêt glottal comme dansEt_un ! prononcé d'une voix tendue. (Entendre en début de syllabe : 5e colonne, dernière lettre ; en fin de syllabe :) | Aung([ʔaung]) (« prénom ») na(t) ([naʔ]) (« divinités prébouddhistes ») |

Voyelles en syllabes ouvertes
La transcription française reflète la prononciation du birman.
| A.P.I. | Transcription anglaise usuelle | Transcription française | Exemples                              |
| ------ | ------------------------------ | ----------------------- | ------------------------------------- |
| a အ    | a                              | a                       | ka က (« voiture »)                    |
| ə း     | a                              | a/e muet                | Bagan ပုဂံ /bəgain/                     |
| i ဣ    | ee/i                           | i                       | Khi ခီ (prénom : « Clair »)            |
| e ‌ေ     | ay(e)/e                        | é                       | lay လေး (« petit »)                     |
| ɛ ယ်    | ai/eh/ey                       | è                       | Sabeh စံပယ် (prénom : « Jasmin »)       |
| ɔ ော်     | aw                             | o de sort               | Thawda သော်တာ (prénom : « Lune »)         |
| o ို     | o/oe                           | ô de seau               | Moe မိုး (prénom : « Pluie »)            |
| u ဦး    | u/oo                           | ou                      | U/Oo ဦး/အူး (« Premier » - « Monsieur ») |

Voyelles en syllales fermées
Ces mêmes voyelles ainsi que les trois diphtongues /ei/, /ai/, /ao/ peuvent être suivies d'une consonne dont la prononciation se réduit à un arrêt glottal (Voir plus haut : Consonnes /ʔ/) ou à une nasalisation de la voyelle quand cette consonne finale est une nasale.
Les diphtongues sont généralement transcrites comme précédemment ; leur prononciation est approximativement /ei/, la 2e voyelle étant très peu marquée. (Entendre : [ei] , [ai] , [ao] 
La nasalisation est transcrite par des terminaisons en : -in, -an, -on, etc. ou bien en : -ing, -ang, -ong. La prononciation est influencée par le ton de la syllabe. Il existe sept voyelles nasalisées : -in (Entendre :), -an (prononcé comme le Français ain) , -ein , -oun ou -on (prononcé comme le Français on ou oôn), -aun ou -aon , -ain , -un ou -oun (prononcé comme le français on 

### Quelques exemples d'une transposition usuelle en orthographe française
Voici quelques exemples avec l'indication entre crochets d'une transposition usuelle en orthographe française, certes approximative (impossible en particulier de noter les tons et les arrêts glottaux), mais beaucoup plus proche que la graphie usuelle de la prononciation en birman qui a comme le français des voyelles nasales et des voyelles réduites à un e muet : 

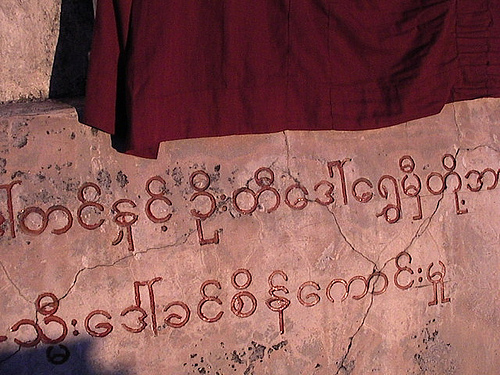
Robe de moine le long d'un mur

## Grammaire

### Ordre des mots
L'ordre est généralement celui des langues SOV : 
```
     SUJET + COMPLÉMENT + VERBE.
```

Mais on peut trouver aussi : OBJET + SUJET + VERBE. 

Le verbe est toujours à la fin de la proposition.Exemple :

- sHeya……..bema-ze'ga……..'pyo-daʔ-tè
- ဆရာ.....ဗမာစကား...ပြောတတ်တယ်
- (l'enseignant…..birman…………parler-peut) : « L'enseignant sait parler birman. »

### Marques grammaticales
Une caractéristique principale du birman est l'existence de marqueurs postposés aux mots qui expriment aussi bien les fonctions, les temps ou les modes.
- 'ou tiN maoN twé  bô'  myaNma pyi gô la -dè .
- ဦးတင်မောင်တွေ့ဖို့ မြန်မာပြည်ကို လာတယ်
(Les marqueurs en caractères gras indiquent le but, le lieu où l'on va, la forme affirmative) .
- « Pour rencontrer M. Tin Maung, je suis venu au Myanmar. »

### Noms et marqueurs
Il n'existe pas d'articles.
Il n'existe pas de marqueurs systématiques distinguant les genres. Il n'est pas obligatoire de marquer le nombre :
saʔoʔ chi'- dè signifie « j'ai le livre » ou « j'ai des livres ».
Mais si le sens le réclame, on emploie les marqueurs t (w)é /d (w)é pour les pluriels ordinaires, tô' / dô' pour des pluriels collectifs d'êtres animés ou to / do pour un groupement :
- ke'lé  ကလေ : « un enfant » ; ke'lé-dwé-nè : « avec les enfants ».
  - lu : « un homme » ; lu-dô' : « les gens ».
    - lu : « un homme » ; lu-do : « une assemblée ».

#### Différents marqueurs
Marqueurs ou postpositions, ils expriment les fonctions des noms ou pronoms dans la phrase et correspondent le plus souvent à nos prépositions.
| Marqueurs   | Valeur                               | Exemples                              | Traduction                                  |
| ----------- | ------------------------------------ | ------------------------------------- | ------------------------------------------- |
| -ka' / -ga' | Mise en valeur du sujet (facultatif) | ʔepHé-ga' ʔe'θa wè-bi အဖေက သွားဝယ်ပြီ        | « C'est le père qui a acheté de la viande » |
| -ka' / -ga' | Origine : lieu ou temps              | 'zé-ga' la-dè ဈေး-ကလာ -တယ်                | « Je viens du marché »                      |
| -ka' / -ga' | Temps                                | di menèʔ-ka' ဒီမနေ့ က                    | « Depuis ce matin »                         |
| -mha        | Lieu                                 | payimyô' - mha né-ba-dè ပြည်မြို့မှာနေပါတယ်      | « J'habite dans la ville de Paris »         |
| -mha        | Date                                 | tela' - mha ဒီလ မှာ                      | « En un mois »                              |
| -kô / -gô   | Mise en valeur du compl.objet        | ʔeiN-gô 'koN koN myiN-dè အောင်ကို ကို ကိုယ်မြင်တယ် | « La maison, je la vois bien »              |
| -kô / -gô   | Complément 2                         | ke'lé-gô po'z(e)kaʔ pè-ba ကလေးကို ပို့စကပ် ပေးပါ | « Donne à l'enfant une carte postale »      |
| -kô / -gô   | But                                  | 'zé-(gô) 'θwa-mè ဈေး(ကို) သွားမယ်             | « Je vais au marché »                       |
| -kô / -gô   | Distribution                         | tené' -gô nga caʔ တစ်နေ့ကို ငါးကျပ်            | « 5 kyats par jour »                        |
| -nè         | Accompagnement                       | θou' ze'ni - 'nè' la-dè               | « Il est venu avec sa femme »               |
| -nè         | Moyen                                | 'bo piN - nè' 'yé-dè ဘော့ပင်နဲ့ ရေးတယ်         | « Il écrit avec un stylo-bille »            |
| -nè         | Similitude/Différence                | ʔekô- nè' tu-dè အောင်ကိုနဲ့ တူတယ်              | « Il ressemble à son frère »                |
| -nè         | Proximité/Éloignement                | myô- nè' 'wé-dè မြို့နဲ့ ဝေးတယ်                | « C'est loin de la ville »                  |
| -nè         | Coordination (nom+nom)               | tchoN -nè' 'kHué                      | « Le chat et le chien »                     |

### Nombres etclassificateurs
Tout nom accompagné d'un nombre de 1 à 9 réclame un classificateur; les 3 mots sont placés dans cet ordre :
```
                         
NOM + NOMBRE + CLASSIFICATEUR
```

Exemple : lou te yoʔ    လူတစ်ယောက် = « Un homme ».
- 1 = tiʔ devient te devant classificateur ou nombre ;
- de même: 2 = Hniʔ devient Hne.

| CLASSIFICATEUR       | EMPLOI                      | EXEMPLES                                       |
| -------------------- | --------------------------- | ---------------------------------------------- |
| yoʔ ယောက်               | Êtres humains               | ke'lé niʔ yoʔ ကလေးနှစ်ယောက် (« Deux enfants »)        |
| 'ʔu ဦး                | Personnes respectables      | sHeya 'θoN 'ʔu ဆရာသောက်ဦး (« Trois maîtres »)       |
| 'pa / 'ba ပါ/ဘာ        | Personnes et choses sacrées | 'pHoN'-dji 'lé 'ba ဘုန်းကြီးလေးပါး (« Quatre bonzes »)   |
| 'gaoN / kaoN ဂေါင် / ကောင် | Animaux                     | 'sHiN 'nga gaoN ရှဉ့်ငါးကောင် (« Cinq éléphants »)     |
| 'gou' / kHou ဂု / ခု   | Générique pour les objets   | 'pyiʔ-'si tchHo' gou' ပစ္စည်းခြောက်ခု (« Six choses ») |
| 'sHou / zou          | Bâtiments religieux         | 'zédi kHwiNne zou စေတီခုနှစ်ဆူ (« Sept stupas »)     |
| piN / biN            | Arbres et végétation        | wa chi'ʔ piN ဝါးရှစ်ပင် (« Huit bambous »)          |
| ' 'siN / 'ziN        | Véhicules                   | 'ka 'kô 'ziN ကားကိုးစင်း (« Neuf voitures »)          |

### Complément de nom et possessifs
Le complément de nom précède le nom accompagné ou non du marqueur « yè'  »
- θengè 'djiN (yè') 'ka    သူငယ်ချင်းရဲ့ကား : («ami- (de) voiture ») La voiture de mon ami (လာဗွက်ကျေ့ာဒွစ်မွန်အာမီ)

De même, pour exprimer la possession, on fait précéder le nom du pronom personnel adéquat :
- tchoNdo yè' ʔeiN   ကျွန်တော်ရဲ့အိမ် (« je-de-maison ») Ma maison (မာမစ်ဇွန်)

### Pronoms personnels

#### Règles
1. Le pronom personnel sujet n'est utilisé que si nécessaire
2. Le pronom ne change pas de forme avec la fonction : il, le, lui = θou သူ
3. Comme dans d'autres langues du sud-est asiatique, il est souvent remplacé par des termes de parenté : ainsi, pour s'adresser à quelqu'un ou même pour parler de soi, selon son âge ou celui de la personne, on emploiera:
  - « 'ʔou-'lé    ဦးလေး » (Oncle) pour un homme âgé ou plus âgé que soi
  - « do-do » («Petite» tante) pour une femme âgée ou plus âgée que soi
  - « kô-kô    ကိုကို» (Grand frère) pour un homme du même âge
  - « ma'-ma'   မမ » (Grande sœur) pour une femme du même âge
    - Ainsi une mère dira à son fils : « mé 'θwa-mè » «Mère va s'en aller» = Je vais m'en aller
    - et le fils peut répondre : « 'θa laiʔ-mè    သွားလိုက်မယ်  » «Fils accompagne» = Je t'accompagne

#### Pronoms usuels
|       | Locuteur homme          | Locuteur femme   |                  |
| ----- | ----------------------- | ---------------- | ---------------- |
| JE    | tcheno / tchondo ကျနော်/ကျွန်တော် | tchema' ကျွမ/ကျွန်မ   | tchema' ကျွမ/ကျွန်မ   |
| TU    | kHe'mya ခမျာ/ခင်ဗျာ          | chiN ရှင်          | chiN ရှင်          |
| IL    | θou                     | θou              | θou              |
| PLUR. | les mêmes + -dô'        | les mêmes + -dô' | les mêmes + -dô' |

### Verbes et adjectifs
- Le verbe ne se conjugue pas
- Il existe une marque du pluriel qui n'est pas obligatoire "-dja'/-tcha'" : "la-dja'-mè"= nous allons venir.
- L'adjonction au verbe d'auxiliaires et de marques rend possible l'expression de nombreuses modalités.
- Le tableau suivant indique comment les éléments s'ajoutent au verbe :

#### Les composants du verbe
| NEGATION | VERBE | AUXILIAIRE/MARQUE | MARQUE POLITESSE | FINALES               | EXPLICATION et TRADUCTION                                                 |
| -------- | ----- | ----------------- | ---------------- | --------------------- | ------------------------------------------------------------------------- |
|          | la    |                   |                  |                       | « viens/venez »                                                           |
|          | la-   |                   | -ba/-pa.         |                       | « viens, s.t.p./venez, s.v.p. »                                           |
|          | 'θwa- |                   |                  | -dja'zô'. ou -yaʔaoN. | « allons »                                                                |
| me-      | -la-  |                   | (-ba-)           | -nè'.                 | Défense : « ne viens/venez pas »                                          |
|          | la-   |                   | (-ba-)           | -dè / tè.             | Affirmation d'un fait présent ou passé : « je (tu…) viens/suis venu »     |
|          | la-   |                   | (-ba-)           | -bi /-pi.             | Réel-actuel : « voilà que je viens »                                      |
|          | la-   |                   | (-ba-)           | -mè.                  | Action envisagée : « j'ai l'intention/je vais venir »                     |
| me-      | la-   | (-naiN-)          | (-ba-)           | -bu ou -pHu.          | Négation : « je ne (peux) pas venir »                                     |
|          | la-   | -naiN-            | (-ba-)           | -dè / -tè.            | Pouvoir, être capable : « je peux venir »                                 |
|          | la-   | (-naiN-)          | (-ba-)           | -ðe'la .              | Interrogatif : « Est-ce que tu viens (peux venir) ? »                     |
|          | la-   | (-naiN-)          | (-ba-)           | -me'la .              | Interrogatif + Action envisagée : « Est-ce que tu vas (pouvoir) venir ? » |

#### Auxiliaires et marques
- Les auxiliaires en birman sont des verbes qui peuvent être employés isolément avec leur propre signification ou comme marques prenant un sens éventuellement différent, un peu comme avoir qui perd son sens de « posséder » quand il est auxiliaire. Ainsi naiN comme verbe signifie « vaincre » et sert d'auxiliaire dans le sens de « pouvoir ».
- Les marques ne s'emploient que comme suffixes.
- Auxiliaires et marques sont nombreux. Voici les principaux :

| AUXILIAIRES   | AUXILIAIRES                                            | AUXILIAIRES                                                          | SUFFIXES          | SUFFIXES                                                      | SUFFIXES                                         |
| ------------- | ------------------------------------------------------ | -------------------------------------------------------------------- | ----------------- | ------------------------------------------------------------- | ------------------------------------------------ |
| Verbes        | Valeur                                                 | Exemples                                                             | Marques           | Valeur                                                        | Exemples                                         |
| -né-နေ         | « être en train de » (aspect progressif)               | yé cha né-ba-dè (« Je suis en train de chercher de l'eau »)          | -to'- / do'-      | Imminence                                                     | tHa'do' (« lève-toi tout de suite »)             |
| -daʔ- / -taʔ- | « Être capable de, avoir l'habitude »                  | θou bema-lo 'pyo-daʔ-tè (« Il sait parler birman »)                  | -djiN- / -tchiN - | Désir                                                         | tHe'miN sa-djiN-ba-dè ' (« Je voudrais manger ») |
| -naiN-        | « pouvoir physiquement »                               | tcheno ʔein-gô myiN naiN-dè (« Je peux voir la maison »)             | -'bou- / -'pHou-  | Expérience passée au moins une fois ne… jamais, précédé de me | yoʔ-pHou-dè' (« J'y suis déjà allé/arrivé »)     |
| -'ya-         | « Être possible ou Devoir »                            | 'θwa-'ya-mè (« Je dois partir »)                                     | -'θé-             | « Encore »                                                    | chi-'θé-dè ' (« Il y (en) a encore »)            |
| -'ji / -'chi  | « Essayer de »                                         | 'myema tHe'miN-'HiN 'sa-'ji-ba (« Essaie de manger un cari birman ») | -leiN'-           | Probabilité                                                   | 'mô ywa-leiN-mè' (« Il se peut qu'il pleuve »)   |
| -'pé-         | Action au bénéfice de quelqu'un d'autre que son acteur | 'lôʔ-'pé-mè (« Je vais faire (cela) pour vous »)                     |                   |                                                               |                                                  |

#### Verbes «être» et «avoir»
Deux verbes sont utilisés :
1. pHyiʔ comme copule entre nom (ou pronom) et attribut, mais il est couramment omis, et on fait suivre l'attribut de -ba/pa :
  - chwé' pHyiʔ-tè (« C'est de l'or »)
  - θou 'tchaoN-ðou-ba  (« Il est étudiant »)
2. chi'pour exprimer une situation : « se trouver à, il y a » :
  - di-Hma 'tchaoN chi'-dè (« Ici il y a un monastère »)

Ce même verbe correspond à « avoir » = « être à », mais l'équivalent du à est souvent omis :

- tchema'(-mHa) 'ka chi'-dè (moi(-à)-voiture-être = « J'ai une voiture »)
- ke'lé bè-ne-yaoʔ chi' ðe'lè'  (enfants combien + class. être ? = « combien avez-vous d'enfants ? »)

#### Verbes-adjectifs
Il n'existe pas une catégorie d'adjectifs en birman sauf ceux empruntés au pali ; ce qui y correspond peut être un nom, une proposition subordonnée, mais aussi un verbe de qualité (comme en chinois) : 'koN- se traduit par « bon » ou « être bon » :

- di 'meN-ma' la'-dè (« Cette femme est belle »)
- 'meN-ma' la' (« Belle femme »)

### La phrase complexe
Elle fonctionne comme les groupes nominaux, la subordination et son sens se manifestant par l'usage de marqueurs.
Structure :
```
                SUBORDONNÉE  +  (MARQUEURS)  +  PRINCIPALE
```

#### Subordonnées de nom (relatives)
Quelques exemples :
| Marqueurs                       | Valeur            | Exemples                 | Traduction |
| ------------------------------- | ----------------- | ------------------------ | --- |
| -dè' / -'tè' (Littéraire: 'ðo') | Fait actuel       | ʔema' nédè' ywa 'wé-dè   | [ sœur aînée-habiter-marqueur- village-être loin ] « Le village où habite ma sœur aînée est loin »                  |
| -mè' (Littéraire: mi' )         | Fait envisagé     | ʔema' némè' ywa 'wé-dè   | [ sœur aînée-habiter-marqueur- village-être loin ] « Le village où ma sœur aînée a l'intention d'habiter est loin » |
| -da / -ta                       | = Ce qui, ce que… | pô-tchaiʔ ta you-'θwa-ba | [ préférer-marqueur- emporte-marque polie ] « Emporte ce que tu préfères »                                          |

#### Subordonnées de verbe (complétives, circonstancielles)
Quelques exemples :
| Marqueurs                        | Valeur                    | Exemples                                           | Traduction                                                                                             |
| -------------------------------- | ------------------------- | -------------------------------------------------- | --- |
| ∅                                | Après verbe d'opinion     | θou 'yoʔ tHiN-dè                                   | Il est venu, je pense « Je crois qu'il est venu »                                                      |
| -lô' (Littéraire: -ywéHou')      | Après verbe d'affirmation | chiN la-mè lô' sHô-dè                              | [tu/fém.- venir-finale-marqueur-dire ] « J'ai dit que vous viendriez »                                 |
| -lô' (Littéraire : -ywé')        | Cause                     | ʔenu' pyiNgna 'tchaiʔ-tè lô' begaN myô'-gô 'θwa-mè | [art aimer-finale-marqueur- Bagan-à-aller-finale ] « Parce que j'aime l'art, je compte aller à Bagan » |
| -'yin (Littéraire : -leyèʔ')     | Temps (Simultanéité)      | tHemiN 'sa- 'yiN θe'diN-za paʔ-tè                  | [manger-tout-en - journal-lire-finale] « Tout en mangeant, il lit le journal »                         |
| -me…kHiN (Littéraire : -me…Hmi') | Temps (Antériorité)       | me-tcha kHiN pyaN-la-mè                            | [être tard-avant retourner-venir-finale] « Il va revenir sans tarder »                                 |
| -pi / -bi                        | Temps (Postériorité)      | zé 'θwa 'bi ʔeiN pyaN-mè                           | [marché-aller-après maison-retourner-finale] « Après être allés au marché, nous rentrerons »           |

## Lexique

### Origine
La majorité du vocabulaire est d'origine birmane, monosyllabique s'il est constitué d'un seul radical, bi- ou tri-syllabique quand il est formé de la réunion de plusieurs mots, ce qui est très fréquent : ainsi  yoʔchiNyoN ရုပ်ရှင်ရုံ ("cinéma") a pour premier composant le mot "image". Par ailleurs, le préfixe  ʔe  permettant de substantiver des verbes est très productif :  loʔ ("travailler"),  ʔeloʔ 

Un certain nombre de mots, relevant en particulier du domaine religieux, philosophique ou abstrait ont été empruntés au Pāli et sont polysyllabiques d'origine, ainsi : kala' ကာလ (« époque »),  'yoga ရောဂါ (« maladie »), pyiNgna ပညာ (« éducation »), yedena ရတနာ (« trésor »), ʔandeyé အန္တရာယ် (« danger »)…

Depuis l'époque de la colonisation, nombreux sont les termes anglais passés en birman, ainsi : baN (banque), kafi (café), ka'touN ကာတွန်း (de cartoon, « bande ou dessin animé », kouNpyoota ကွန်ပျူတာ (de computer, « ordinateur »).

### Quelques particularités
Elles peuvent se retrouver en chinois et dans les langues du Sud-est asiatique :
1. Redoublement du même mot , en particulier pour des adverbes
  - 'kaoN (être bon) kaoN-kaoN = « Bien »
  - 'pHyé (être lent) 'pHyé-pHyé = « Lentement »
2. Verbe + Verbe Deux verbes peuvent se suivre pour compléter leur sens 
  - ယူသွား yu-'θwa (prendre + s'en aller) = « Emporter »
  - ပြန်ပေး pyaN-'pè (retourner + donner) = « Rendre »
  - ပြန်ပို့ pyaN-'pyo (retourner + parler) = « Répondre »
3. Nom + verbe pour exprimer un phénomène atmosphérique
  - Il pleut = 'mo yue-né-dè မ‌‌ရယ်နဲ့တဲ့ (« la pluie pleut »)
  - Il grêle = 'mo 'θi tcha-né-dè မသိချင်နဲ့တဲ့ (« les fruits de la pluie tombent »)
4. Richesse des termes de parenté

Le birman dispose, par exemple, de termes différents pour les frères (kô) et sœurs (ema) plus âgés d'une part, pour les plus jeunes d'autre part, en distinguant de plus pour ces derniers le mot nyi, « jeune frère », employé par un locuteur masculin et maouN, par une locutrice et, de même, le mot (H)nema, employé par un locuteur et nyi-ma par une locutrice.

### Cardinaux
Le tableau ci-dessous donne les nombres cardinaux en tibétain, en birman, en karen (même famille que le birman) et leur traduction en français, la photo présente quelques chiffres en écriture birmane :
| Tibétain | Karen  | Birman        | Français |
| -------- | ------ | ------------- | -------- |
| gcig     | te     | tiʔ, te တစ်    | un       |
| gnyis    | khi    | Hniʔ, Hne နှစ်  | deux     |
| gsum     | 'tHe   | 'tHoun သုံး      | trois    |
| bzhi     | loui   | 'lé လေး         | quatre   |
| lnga     | yè     | 'nga ငါး        | cinq     |
| drug     | rhu    | tchhoʔ ခြောက်     | six      |
| bdun     | noui   | kHun Hniʔ ခုနှစ် | sept     |
| brgyad   | rô     | sHiʔ ရှစ်       | huit     |
| dgu      | khoui  | 'kô ကိုး         | neuf     |
| bcu      | te sHi | (te)sHè တစ်ဆယ်  | dix      |

## Quelques expressions courantes
Bonjour/bonsoir ဘွန်းချိုး = miNg(e)la ba မင်္ဂလာပါ ; on peut ajouter : kH(e)'mya  ခင်ဗျား (homme qui parle)/ chiN ရှင် (femme qui parle)
Au revoir = selon le cas : 'θwa mè သွားမယ် (je pars), 'θwa do' mè သွားတော့မယ် (nous partons), pyaN do' mè ပြန်တော့မယ် (je dois repartir), twé' mè တွေ့မယ် (nous nous rencontrerons)

Comment allez-vous ? = né 'kaoN ðe 'la 
Cela va bien = နေကောင်းပါတယ် né 'kaoN ba dè
Qu'est-ce que c'est? = ဒါပဲလေ da ba 'lè 
Combien coûte ceci ? = ဒါဘယ်လောက်လဲ da bè laoʔ 'lè 
Voulez-vous baisser un peu le prix ? = ဈေးနည်းနည်းလျော့မလား 'zé 'nè 'nè chio' me'la 
C'est (très) bon / beau = လှပါတယ် (θeiʔ) 'kaoN / 'hla ba dè
Donnez-moi ceci / cela = ဒါ/ဟိိုဟာပေးပါ da / hô ha 'pè ba
Oui = ဟုတ်ကဲ့ houʔkè'
Non =မဟုတ်ပါဘူး mehouʔ pa 'bou
Avez-vous mangé ? = ထမင်းစားပြီးပြီလား (tHe'miN)'sa 'pi bi 'la (facultatif, = riz)
J'ai mangé = စားပြီးပါပြီ 'sa 'pi ba bi
Je suis en voyage = ခရီးသွားမလို့ kHe'yi 'θwa melô'
Je suis… =ကျွန်မ tchema' (femme) /ကျွန်တော်..ပါ tcheno…ba (homme)
Je suis professeur = ကျွန်မဆရာမပါ tchema' sHeyama' ba (femme) / ကျွန်တော်ဆရာပါ tcheno sHeya ba (homme)
Je suis français = tchema'/ tcheno pyNθiʔ lou myô ba
Merci = ကျေးဇူးတင်ပါတယ် 'tché/ 'tye 'zou tiN ba dè
Je vous en prie = ရပါတယ် ya' ba dè
Je suis heureux de vous rencontrer = twé'ya da 'wouN θa ba dè
Comment vous appelez-vous ? = ခင်ဗျား kHemya'(locuteur)/ ရှင် sHin (locutrice) နာမည်ဘယ်လိုခေါ်လဲ namè bèlô kHo ðe'lè
Je m'appelle… = tcheno (masc.) / tchema'(fém.)…lô'kHo ba dè
Je comprends / je ne comprends pas =နားလည်ပါတယ် 'na lè ba dè / nga na lè ba ði (nga=je entre camarades, "ði" littéraire pour "dè") / နားမလည်ပါဘူး 'na me lè ba 'bou
Ici / là-bas = ဒီမှာ/ဟိိုမှာ di Hma / hô Hma
Hier / aujourd'hui / demain = နေ့က né' ga' / ဒီနေ့ di né' / မနက်ဖြန် mené' pHyaN 